# HD213235
HD213235 — подвійна зоря. 
Ця подвійна система має видиму зоряну величину в смузі V приблизно 5,8.
Вона розташована на відстані близько 172,3 світлових років від Сонця.

## Подвійна зоря
Головна зоря цієї системи належить до хімічно пекулярних зір й має спектральний клас A7.
Інша компонента має спектральний клас F5.